# Amrock
Amrock er en tung hønserace, som stammer fra USA. Den er fremavlet af blandt andet Kochin og Dominikaner.
Den blev først og fremmest fremavlet i slutningen af 1800-tallet for at være produktionsdyr. Det blev en hurtigvoksende race med ganske høj kødkvalitet. Amrocks er også en god æglægger, men til trods for dette har den i dag størst betydning som udstillingsrace. Den har et livligt temperament og er ikke særlig genert til trods for, at det er en tung race. Racen findes i en dværgvariant, som stammer fra Tyskland.
Æggene er brune til brungule og vejer 58 g Hanen vejer 3-4 kg og hønen vejer 2,5-3 kg Dværgtypens æg er brungule og vejer 40 g Hanen vejer 1 kg og hønen vejer 900 g

## Farver
- Tværstribet(sort og hvid).

Amrocks findes kun som tværstribet.